# Estadi Modelo Alberto Spencer
L'Estadi Modelo Alberto Spencer, o tot just Estadi Modelo, és un estadi esportiu de la ciutat de Guayaquil, a l'Equador. Duu el nom del futbolista Alberto Spencer, mort el novembre de 2006.
Principalment s'utilitza per la pràctica del futbol i és la seu dels clubs Club 9 de Octubre, Club Sport Patria, Club Deportivo Everest, Calvi Fútbol Club, Panamá Sporting Club, Rocafuerte Fútbol Club i Club Sport Norteamérica. Té una capacitat per a 42.000 espectadors i fou inaugurat el juliol de 1959.
Va ser seu del Campionat sud-americà de futbol de 1959.